# Metathelypteris fragilis
Metathelypteris fragilis är en kärrbräkenväxtart. Metathelypteris fragilis ingår i släktet Metathelypteris och familjen Thelypteridaceae.

## Underarter
Arten delas in i följande underarter:
- M. f. fragilis
- M. f. guineensis